# Alton (Teksas)
Alton – miasto w Stanach Zjednoczonych, w stanie Teksas, w hrabstwie Hidalgo.